# Bombardeig del sud-est asiàtic (1944-1945)
El bombardeig del sud-est asiàtic es produí durant els anys 1944 i 1945, a la fase final de la Campanya del Pacífic durant la Segona Guerra Mundial. Durant aquesta fase es produïren diferents bombardejos estratègics per les forces aliades contra objectius japonesos, tailandesos i de la Indoxina francesa.

## Operacions
- Operació Matterhorn (1944)
- Operació Cockpit (1944)
- Bombardeig de Singapur (1944–1945)
- Operació Meridian (1945)